# France St-Louis
France St-Louis, född den 17 oktober 1958 i Laval i Kanada, är en kanadensisk ishockeyspelare.
Hon tog OS-silver i damernas ishockeyturnering i samband med de olympiska ishockeytävlingarna 1998 i Nagano.